# 田中稔彦
田中 稔彦（たなか としひこ、1983年12月16日 - ）は、日本の俳優・映画監督である。株式会社No Saint.&Bloom 代表取締役社長。

## 来歴
和歌山県出身。えりオフィス業務提携。
滋賀大学経済学部卒業。ミシガン大学アナーバー校に留学経験がある。身長175cm。特技はバスケットボール・野球・殺陣・英語、趣味は放浪の旅・写真撮影。語学力はTOEIC930点、TOEFL613点
自身が初監督・脚本・出演・撮影・編集・プロデュースした長編映画『莉の対（れいのつい）』が２０２４年１月に開催された第５３回ロッテルダム国際映画祭で最優秀作品賞であるタイガーアワードを受賞した。単独でのタイガーアワード受賞は邦画では初の快挙。

## 出演

### 舞台
- GANRYUJIMA（2010年）- 宍戸倍剣 役
- DEAR BOYS -Double Revenge-（2011年）- 三浦蘭丸 役
- この部屋の片隅で（2011年）- ケイト 役
- どんでん（2012年）- 義夕組組員 役
- 不思議な町の王子様（2012年）- 鳳条彪 役
- 集・団・面・接（2012年）- 堀之内しげる 役
- 3次元の彼女〜Ζ(ゼータ)〜（2012年）- テツ 役
- Easy Rider（2012年）
- ライト・リライト（2012年）- ニック 役
- BANANA FISH（2012年）- グリフィン・カーレンリース 役[2]
- 人狼 ザ・ライブプレイングシアター（2012年）- 砲術員・エイジ 役
- ぼうずキッチン（2012年）- 主演
- DOG's（2013年）フクスケ 役
- 不思議な町の王子様 第二章（2013年）- 鳳条彪 役
- 危機之介御免（2013年）- 金井半兵衛 役
- さよなら、カケラルーム（2013年）- 吉良 役
- 人狼TLPT×新撰組 〜壬生村の狼〜（2013年）- 沖田総司 役
- お父さんは疲れた（2013年）- 樋口大輝 役
- 鬼切丸（2013年）
- abc★赤坂ボーイズキャバレー裏 FINAL!「最後の充電!」（2013年）- 鏑木誠 役
- What will you bet Next?（2013年）
- ごとり（2013年）- 主演・佐野 役
- ラストチャンス（2013年）- 本郷毅 役
- 海のバッキャロー!! 〜まごころ食堂編〜（2014年）- 大熊直人 役
- MOSH06 〜悪い奴ほどよく眠る〜（2014年）
- 人狼の王子様☆ / 人狼の王子様☆ 2nd season（2014年）
- スタア（2014年）- 酒屋 役
- HIDEYOSHI（2014年）- 村井 / 明智光秀 役
- 殺し屋にくびったけ（2014年）- 仁 役
- 言いたいことも言えない、小さな夢も見れない、汚い嘘や言葉で操られたくない、真っ直ぐ向き合う現実に誇りを持ちたいだけだから（2014年）- 黒の男 / 潮田 役
- 風のバッキャロー!! 〜まごころ食堂編〜（2014年）- 大熊直人 役
- ハマトラ THE STAGE -CROSSING TIME-（2014年）- マオ 役[3]
- WAIST SIZE STORY ウエストサイズストーリー（2014年）- 主演・安藤冨児男 役
- 島のバッキャロー!! 〜まごころ食堂編〜（2014年）- 大熊直人 役
- ざ☆よろきん（2015年）
- ZIPANGパイレーツ（2015年）- 古谷昇 役
- エデンズロック（2015年）- ルチオ 役
- MOON&DAY 〜うちのタマ知りませんか?〜（2015年）- 島根くす男 役
- 殺し屋にくびったけ 〜氷室浩介を救出せよ〜（2015年）- 仁 役
- BLOOD-C 〜The LAST MIND〜（2015年）- 紅斑 役[4]
- レンタル彼女（2015年）
- 遙かなる時空の中で6 （2015年）- 里谷村雨 役
- ざ☆くりもん新春三館同時公演　『獅子相承』（2015年）- 政五郎 役
- Over Smile（2016年）- リッチモンド・ターナー 役
- サイコメ；ステージ（2016年）- モヒカン 役
- トラベルモード（2016年）- レイモン 役
- WORLD (戯曲)
  - WORLD〜beyond the destiny〜（2016年）- 温水凜太郎 役
  - 舞台『WORLD～Change The Sky～』（2021年6月27日 - 7月4日、なかのZERO大ホール）- 浅沼達樹 役[5]
  - 舞台『WORLD〜Run for the Sun～』（2022年9月3日 - 11日、こくみん共済 coop ホール／スペース・ゼロ）- 浅沼達樹 役[6]
- Hands Up（2016年）- 医者 役
- ORANGE NOTE（2016年）
- ROCK ON!!〜second〜 ―The Story of Ours-（2016年）- W主演・二階堂世絆 役
- 島へ（2016年）- 主演・落合優斗 役
- Luna Rossa（2016年）- ザンギ 役
- 部屋とTシャツと私（2016年） ※ゲスト出演
- 私のいる、宇宙。（2016年）- 霧崎啓士 役
- 憑依だよ!栗山ハルコさん（2017年）- タカユキ 役
- 朗読劇 『旅猫リポート』（2017年）- 吉峯大吾 / 杉修 役
- 灰とダイヤモンド（2017年）- オニキス 役
- 桜龍 -おうりゅう-（2017年）- 姫川由樹 役
- MOON＆DAY～うちのタマ知りませんか?～人狼を探せ!三丁目のとある一日～（2017年）- 島根くす男 役
- 遙かなる時空の中で6 幻燈ロンド（2017年）- 里谷村雨 役
- 進戯団夢命クラシックス＃21「SHIN」（2017年）- 坂本龍馬 役
- 超体感ステージ『キャプテン翼』（2017年8月18日 - 9月3日、Zeepブルーシアター六本木）- ロベルト本郷 役
- 劇団たいしゅう小説家 Present`s 15 周年記念第7弾『ライター・オブ・ゴースト』（2017年10月11日 - 15日、萬劇場）- 主演
- しまぁ～ん共和国 特別公演『ファインド・ハント2 ～笑いはわが命～』（2017年11月28日- 12月03日、新宿村LIVE）- 駒宮 役
- 「秦組」公演～Vol.9～『らん』（2018年1月17日 - 21日、スペース・ゼロ）- 弥之助 役
- 舞台『アンフェアな月』- 松岡智輔 役
  - 舞台『アンフェアな月』（2018年2月22日 - 3月4日、天王洲 銀河劇場）
  - 舞台『アンフェアな月』第2弾 ～刑事 雪平夏見シリーズ～『殺してもいい命』（2019年6月21日 - 30日、サンシャイン劇場）[7][8]
- 劇団アニメ座ハイブリッド 舞台俳優は伊達じゃない！（2018年4月5日 - 8日、CBGKシブゲキ!!）
- フォトシネマ朗読劇
  - フォトシネマ朗読劇『最果てリストランテ』（2018年4月9日 - 10日、TOKYO FM HALL）
  - フォトシネマ朗読劇『天使がいる30日』（2019年5月14日 - 5月19日、TOKYO FM HALL）[9]
- 2.5次元ダンスライブ - 和泉柊羽 役
  - 2.5次元ダンスライブ「S.Q.S Episode 1『はじまりのとき -Thanks for the chance to see you.-』」（2018年5月17日 - 27日、よみうり大手町ホール）
  - 2.5次元ダンスライブ「S.Q.S Episode 2『星芒の彼方－月野百鬼夜行綺譚－』」（2018年11月1日 - 11日、ヒューリックホール東京）
  - 『ツキステ。』＆『スケステ』合同ダンスライブ『LUNATIC LIVE 2018 ver BLUE & RED』（2018年12月26日 - 27日、大宮ソニックシティ）
  - 2.5次元ダンスライブ「S.Q.S BLAZING & FREEZING」（2019年3月3日、舞浜アンフィシアター）
  - 2.5次元ダンスライブ『ツキウタ。』ステージ 第8幕『TSUKINO EMPIRE-Unleash your mind』（2019年3月27日 - 31日、舞浜アンフィシアター）
  - 2.5次元ダンスライブ「S.Q.S Episode 3『ROMEO -in the darkness-』」（2019年4月25日 - 5月6日、ヒューリックホール東京）
  - 2.5次元ダンスライブ「S.Q.S Episode 4『TSUKINO EMPIRE2 -Beginning of the World-』」（2019年9月26日 - 29日、舞浜アンフィシアター）
  - 2.5次元ダンスライブ「S.Q.S Episode 5『篁志季消失事件』」（2020年2月20日 - 3月1日、ヒューリックホール東京）※映像出演
  - 「LUNATIC LIVE 2020 in Taiwan」(2020年6月19日－ 21日　信義劇場Legacy Max）※19日、20日のみ出演（全公演中止）
  - 2.5次元ダンスライブ「S.Q.S Episode 6『キソセカイステージzwei「アカイホノオ」』」 （2020年7月2日 - 7月12日、シアターGロッソ）（全公演中止）
  - 2.5次元ダンスライブ「S.Q.S Episode 6『キソセカイステージzwei「アカイホノオ」』」（2021年3月25日 - 31日、ヒューリックホール東京）
  - 「LUNATIC LIVE 2021」（2021年9月4日（土）、9月5日（日）、東京ガーデンシアター）（全公演中止）
  - 2.5次元ダンスライブ「S.Q.S Episode 7『斬心 -千五百秋の朝に。-』」（2021年12月2日 - 12日、ヒューリックホール東京）
  - 2.5次元ダンスライブ「S.Q.S Episode 8『SCHOOL REVOLUTION あの頃の僕らは』」（2022年12月2日 - 12日、サンシャイン劇場）[10]
- 舞台『BRAVE10』- 白 役
  - 舞台『BRAVE10〜燭〜』（2018年7月26日 - 29日、なかのZERO大ホール）
  - 舞台『BRAVE10〜昇焉〜』（2020年9月19日 - 9月27日、ところざわサクラタウンジャパンパビリオン・ホールA）※声の出演
- ホチキスボイルド 舞台『ケルベロス』（2018年8月7日 - 12日、東京芸術劇場シアターイースト）- 牧村 役
- 劇団たいしゅう小説家 Present`s『LDK ミディアム２』（2018年9月12日 - 16日、萬劇場）- 主演
- 舞台 『BACK COAT~裏裁判~』（2018年11月27日 - 12月2日、西日暮里d-倉庫）- 中野翔太 役
- 劇団アニメ座ハイブリッド祭（2018年12月7日、ルミネ the よしもと）- エルザ 役
- 舞台『真・三國無双～赤壁の戦い～』（2019年2月7日 - 17日、シアター1010）- 荀彧 役
- 舞台『アオアシ』
  - 2019年版（2019年7月11日 - 15日、シアター1010）- 栗林晴久役
  - 2022年版（2022年5月18日 - 22日、こくみん共済 coop ホール / スペース・ゼロ）- 栗林晴久役[11]
- 劇団アニメ座ハイブリッド 舞台の鼓動は愛（2019年7月24日 - 28日、CBGKシブゲキ!!）- 梅次郎 役[12]
- 『ピオフィオーレの晩鐘～運命の白百合～』（2019年10月23日 - 27日、シアターサンモール）- 楊 役
- Identity V STAGE - 弁護士 / フレディ・ライリー 役
  - IdentityV STAGE Episode 1『What to draw』（2019年11月29日 - 12月8日、サンシャイン劇場）[13]
  - IdentityV STAGE Episode 2『Double Down』（2020年6月2日 - 7日、ヒューリックホール東京）（全公演中止）
  - IdentityV STAGE Episode 3『Cry for the moon』（2020年9月10日 - 18日、TACHIKAWA STAGE GARDEN）[14]
  - Identity V STAGE 大感謝祭（2020年11月19日 - 20日、舞浜アンフィシアター）[15]
- 明治座『三山ひろし特別公演』（2020年1月7日 - 23日、明治座）
- ポンコツ武将列伝～隣の城のアイツ～（2020年3月11日 - 15日、CBGKシブゲキ!!）- 石田三成 役（全公演中止）
- 舞台『剣が君 -残桜の舞-』- 鷺原左京 役
  - 舞台『剣が君 -残桜の舞-』（2020年7月8日 - 12日、シアター1010）
  - 舞台『剣が君 -残桜の舞-』再演（2021年6月2日 - 6日、こくみん共済 coop ホール / スペース・ゼロ）[16]
- 舞台『真夜中のオカルト公務員』（2020年10月29日 - 11月7日、新宿FACE）- 仙田礼二 役[17]
- 音楽劇『黒と白-purgatorium- ad libitum』（2020年11月27日 - 12月6日、ヒューリックホール東京）- 節制・ウリエル[18]
- 饗宴『茜さすセカイでキミと詠う～絆～』- 織田信長 役
  - 饗宴『茜さすセカイでキミと詠う～絆～』（2021年5月12日 - 18日、CBGKシブゲキ!!）[19]
  - 饗宴『茜さすセカイでキミと詠う～絆～』 再演（2022年6月17日 - 20日、飛行船シアター）[20]
  - 饗宴『茜さすセカイでキミと詠う～縁～』（2022年12月16日 - 19日、飛行船シアター）[21]
- Reading Drama『5 years after』ver.6（2021年7月9日 - 11日、赤坂RED/THEATER）[22]
- 舞台『一瞬の風になれ』（2021年10月20日 - 25日、かめありリリオホール / 11月1日 - 2日、杜のホールはしもと）- 浦木 役[23]
- 舞台『本能寺オテロ』（2022年1月7日 - 11日、コフレリオ 新宿シアター）- 明智光秀 役[24]
- 舞台『逆転満塁サヨナラ、またね。』（2022年8月10日 - 14日、シアターグリーン BIG TREE THEATER）- 主演[25]
- AskプロデュースVol. 28【バッキャローシリーズお陰様で10周年！】＜バッキャローシリーズ第9弾（前編）＞『草のバッキャロー!!』～晴れの国おかやまの命を繋ぐ牧場日記～（2022年10月5日 - 11日、シアターグリーン BIG TREE THEATER）- 主演・山本 役[26]
- 舞台『トムラウシ』（2023年2月4日 - 12日、自由劇場）- 秋村智晴 役[27]
- 舞台『信長未満—転生光秀が倒せない—』（2023年3月23日 - 26日、KAAT 神奈川芸術劇場）- 三好長慶 役[28]
- 舞台『ろくでなしコーラス』（2024年3月20日 - 24日、浅草花劇場） - レパード玉鹿 役[29]
- ブラックジャックによろしく（2024年7月31日 - 8月12日、赤坂RED/THEATER）[30]
- 舞台『素敵なカミングアウト』（2024年9月13日 - 23日、浅草花劇場） - 苫米地次郎 役（Team MOON）[31]
- 水木英昭プロデュース Vol.28 20周年記念公演『虹色唱歌』（2024年10月18日 - 11月4日、紀伊國屋ホール 他）[32]
- 舞台『新宿羅生門』薩長エージェンシー編（2025年1月18日 - 26日、こくみん共済 coop ホール/スペース・ゼロ） - 勝聖舟 役[33][34]
- 舞台『9 R.I.P.』（2025年3月12日 - 16日、こくみん共済 coop ホール/スペース・ゼロ） - 星絆 役[35]
- BIZ slapstick comedy #001【リスケ！】（2025年6月4日 - 8日、六行会ホール）[36]

### テレビドラマ
- 花ざかりの君たちへ〜イケメン♂パラダイス〜（2007年、フジテレビ）生徒 役
- 陽はまた昇る（2011年、テレビ朝日）深堀秀明 役
- 神戸新聞の7日間（2010年、フジテレビ）
- インディゴの夜 第7週（2010年、東海テレビ）クラブ・フェニックス店員 役
- 牙狼-GARO- -GOLDSTORM- 翔 第3話（2015年、テレビ東京）ヒラタ 役
- TX『警視庁ゼロ係〜生活安全課なんでも相談室〜』（2018年、テレビ東京）刑事 役
- 信長未満 -転生光秀が倒せない-（2022年10月25日 - 12月27日、テレビ神奈川）- 三好長慶 役[37]

### テレビバラエティー
- TBS『中居正広の金曜日のスマたちへ』2時間SP ゴールデンボンバー歌広場淳さん役再現 (2013)
- BS朝日「ポップメイカー」 (2014)
- NTV『24時間テレビ３８ 愛は地球を救う 「つなぐ～時を超えて笑顔を～」　DAIGOさん役再現 (2015)
- CX「痛快TV スカッとジャパン」 #２３「脳内変換ＯＬ」　脇坂洋平役 (2015)
- NTV「天才!志村どうぶつ園」 DAIGOさん役再現 (2015)
- MX『スケステTV』 (2018)

### 映画
- 愛のむきだし（2009年）- クラブダンサー 役
- B-ON 不良全滅篇（2010年）- 千寿明 役
- 子宮に沈める（2013年）- 要 役[38]
- 抱きしめたい -真実の物語-（2014年）
- カバディーン!!!!!!! 〜怒黒高校篇〜（2014年）- 狂志郎 役[39]
- CAGE（2017年）
- 莉の対（2024年公開予定）- 内海真斗 役

### DVDドラマ
- 新・野望の軍団（2010年）
- ゼブラミニスカポリス（2010年）タジマ 役
- 麻雀飛龍伝説 天牌 -TENPAI- 四川弔激闘史（2010年）島田 役
- ダンプガール☆優子（2012年）川野恭之 役
- どっちもどっち（2014年）
- 飴とキス(2015) 橋本役
- 心霊食堂2 黒いパンケーキ(2016) 菊地芳人役

### テレビアニメ
- 闇芝居（2013年、テレビ東京）[40]

### WEB番組
- ツキプロチャンネル48時間生配信2022（2022年11月5日・6日、YouTube・ニコニコ生放送）※5日のみ出演[41]

### CM
- Rabbit
- ダリヤ「men's Palty」DAIGO'S BAR篇
- 日本経済新聞

### その他
- 東京個別指導学院 スチールモデル
- アパレルブランド「SPUTNICKS」モデル
- JRA WEBCM
- USEN放送C-43ch 『舞台やろうっ！』 ラジオパーソナリティ　"another side"の4～6月担当
- Art Photography　写真展モデル

## CD

### 「S.Q.S」シリーズ関連
| 発売日   | 商品名 | キャスト | 歌                                                |
| 2019年   | 2019年 | 2019年 | 2019年                                            |
| -------- | --- | --- | ------------------------------------------------- |
| 10月25日 | 2.5次元ダンスライブ「S.Q.S Episode4 『TSUKINO EMPIRE2 -Beginning of the World-』」メインテーマ「Beginning of the World」          | 篁志季役：日向野祥、奥井翼役：瀬戸啓太、世良里津花役：阿部快征、村瀬大役：小林涼 和泉柊羽役：田中稔彦、堀宮英知役：中尾拳也、久我壱星役：山中健太、久我壱流役：山中翔太 | 『Beginning of the World』                        |
| 2020年   | | |                                                   |
| 2月20日  | 2.5次元ダンスライブ「S.Q.S Episode5『篁志季消失事件』」メインテーマ「希望の鐘」                                                   | 篁志季役：日向野祥、奥井翼役：瀬戸啓太、世良里津花役：阿部快征、村瀬大役：小林涼 和泉柊羽役：田中稔彦、堀宮英知役：中尾拳也、久我壱星役：山中健太、久我壱流役：山中翔太 | 『希望の鐘』                                      |
| 2021年   | | |                                                   |
| 3月25日  | 2.5次元ダンスライブ「S.Q.S Episode6 『キソセカイステージ：zwei「アカイホノオ」』」メインテーマ「アカイホノオ ～Go On And On～」   | 篁志季役：日向野祥、奥井翼役：瀬戸啓太、世良里津花役：阿部快征、村瀬大役：小林涼 和泉柊羽役：田中稔彦、堀宮英知役：中尾拳也、久我壱星役：山中健太、久我壱流役：山中翔太 | 『アカイホノオ ～Go On And On～』                 |
| 12月2日  | 2.5次元ダンスライブ「S.Q.S Episode7 『斬心 - 千五百秋の朝に。-』」メインテーマ『斬心-無形ノ八重-』                                | 篁志季役：日向野祥、奥井翼役：瀬戸啓太、世良里津花役：阿部快征、村瀬大役：小林涼 和泉柊羽役：田中稔彦、堀宮英知役：中尾拳也、久我壱星役：山中健太、久我壱流役：山中翔太 | 『斬心-無形ノ八重-』                              |
| 2023年   | | |                                                   |
| 1月27日  | 2.5次元ダンスライブ「S.Q.S Episode 8『SCHOOL REVOLUTION あの頃の僕らは』」主題歌『SCHOOL REVOLUTION! −時計仕掛けのモラトリアム−』 | 篁志季役：塚本凌生、奥井翼役：瀬戸啓太、世良里津花役：阿部快征、村瀬大役：小林涼 和泉柊羽役：田中稔彦、堀宮英知役：中尾拳也、久我壱星役：山中健太、久我壱流役：山中翔太 | 『SCHOOL REVOLUTION! −時計仕掛けのモラトリアム−』 |

### 音楽劇『黒と白』シリーズ関連
| 発売日  | 商品名                                         | キャスト                                                                                    | 歌         |
| 2021年  | 2021年                                         | 2021年                                                                                      | 2021年     |
| ------- | ---------------------------------------------- | ------------------------------------------------------------------------------------------- | ---------- |
| 1月29日 | 音楽劇『黒と白-purgatorium- ad libitum』劇中歌 | 暴食・ベルゼブブ 役：石川竜太郎、節制・ウリエル 役：田中稔彦、慈悲・ラファエル 役：國島直希 | 『Flugel』 |